# Seillonnaz
Seillonnaz ist eine französische Gemeinde im Département Ain in der Region Auvergne-Rhône-Alpes. Sie gehört zum Kanton Lagnieu im Arrondissement Belley. 

## Lage
Die Gemeinde Seillonaz liegt in der Berglandschaft des Bugey, 20 Kilometer (Luftlinie) westnordwestlich von Belley. Sie grenzt im Nordosten an Lompnas, im Südosten an Marchamp, im Süden an Lhuis (Berührungspunkt), im Südwesten an Briord, im Westen an Mongagnieu und im Nordwesten an Bénonces. Im südlichen Gemeindegebiet verläuft der Bach Brive.

## Bevölkerungsentwicklung
| Jahr                       | 1962 | 1968 | 1975 | 1982 | 1990 | 1999 | 2006 | 2012 | 2021 |
| -------------------------- | ---- | ---- | ---- | ---- | ---- | ---- | ---- | ---- | ---- |
| Einwohner                  | 143  | 123  | 108  | 120  | 120  | 123  | 141  | 141  | 137  |
| Quellen: Cassini und INSEE |      |      |      |      |      |      |      |      |      |

## Sehenswürdigkeiten
- Kirche Saint-Pierre
- Kapelle Saint-Roch im Ortsteil Crept
- Château de la Serraz, im 14. Jahrhundert erbautes Fort, seit 1978 Monument historique

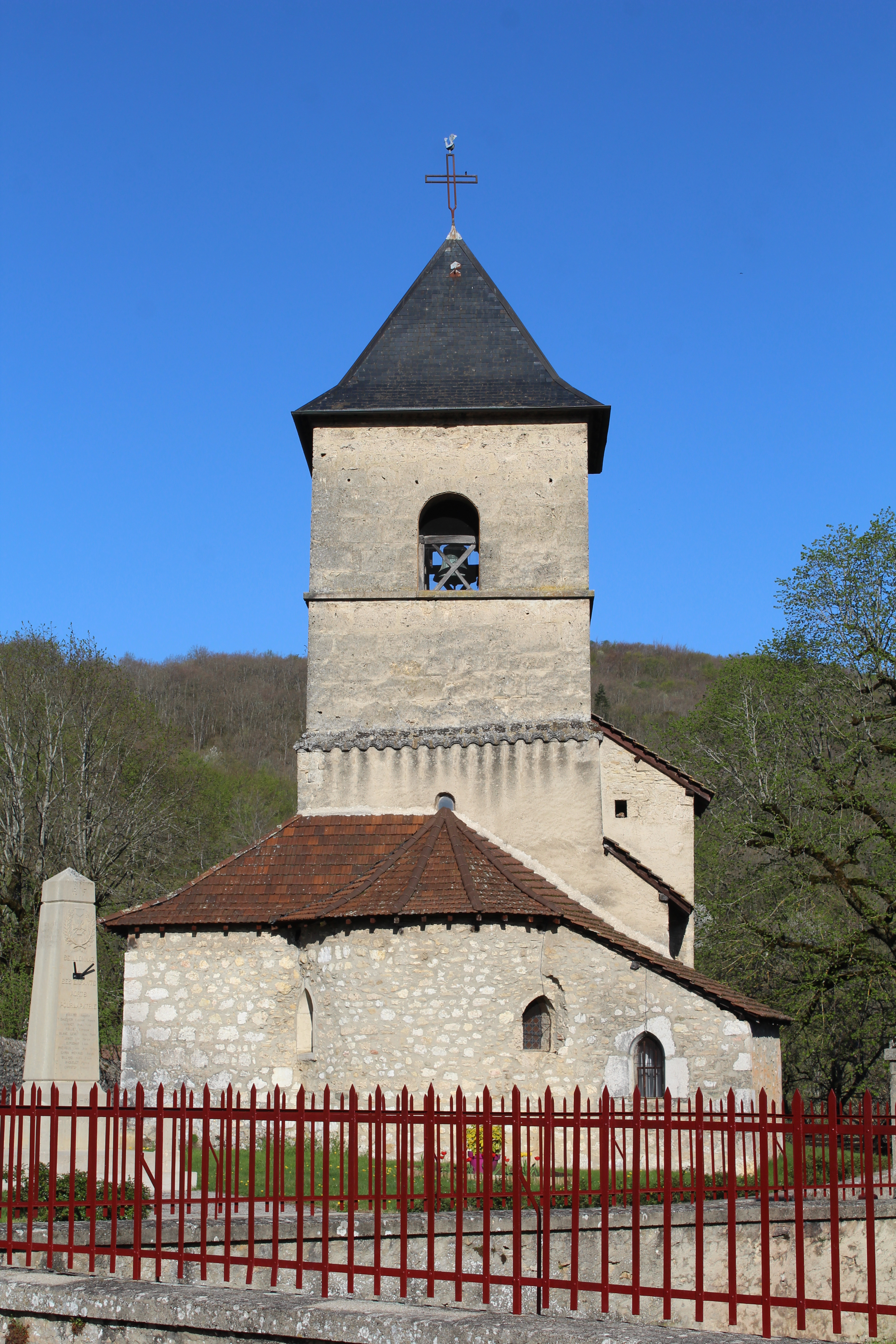
Kirche Saint-Pierre
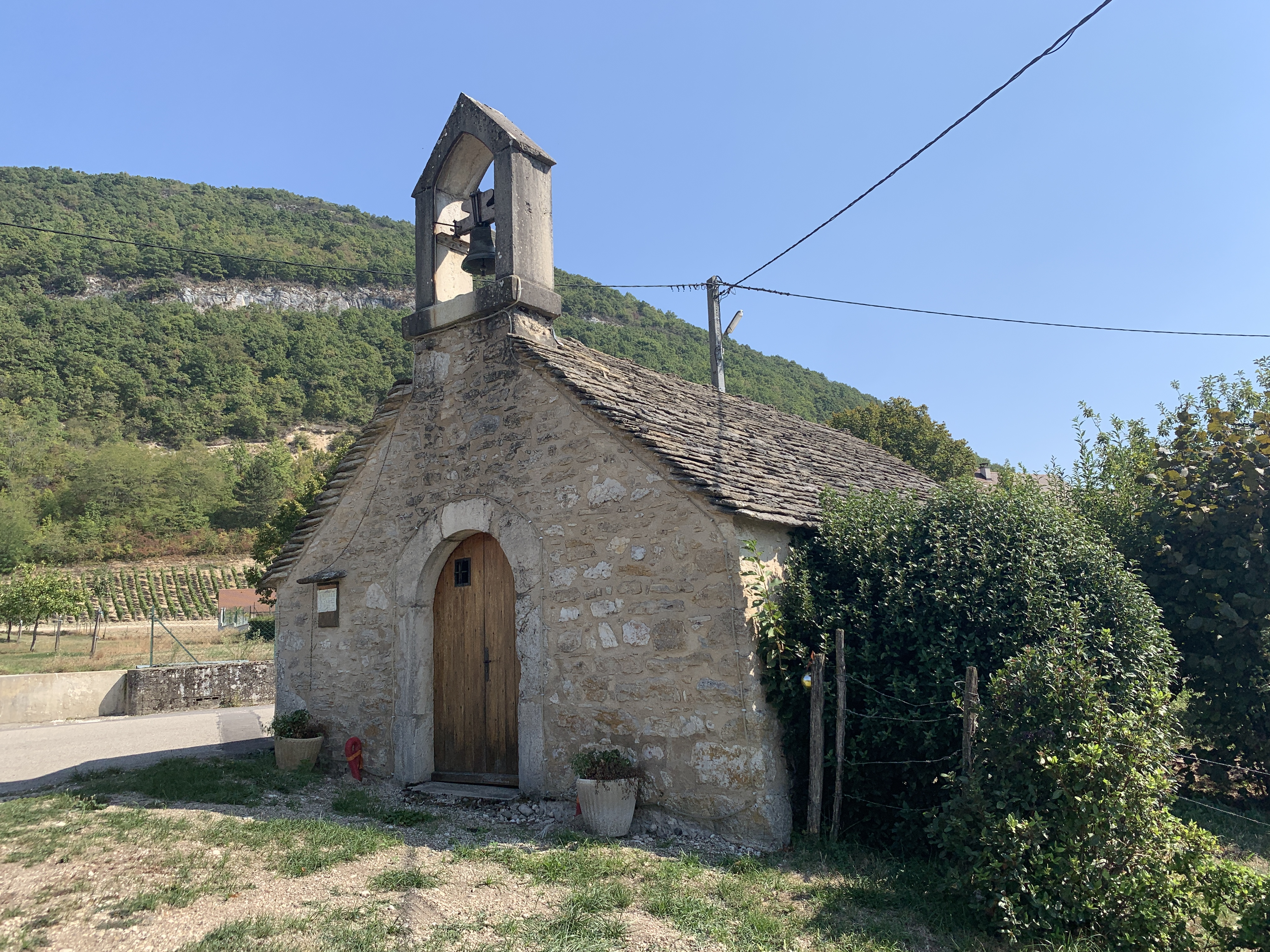
Kapelle Saint-Roch
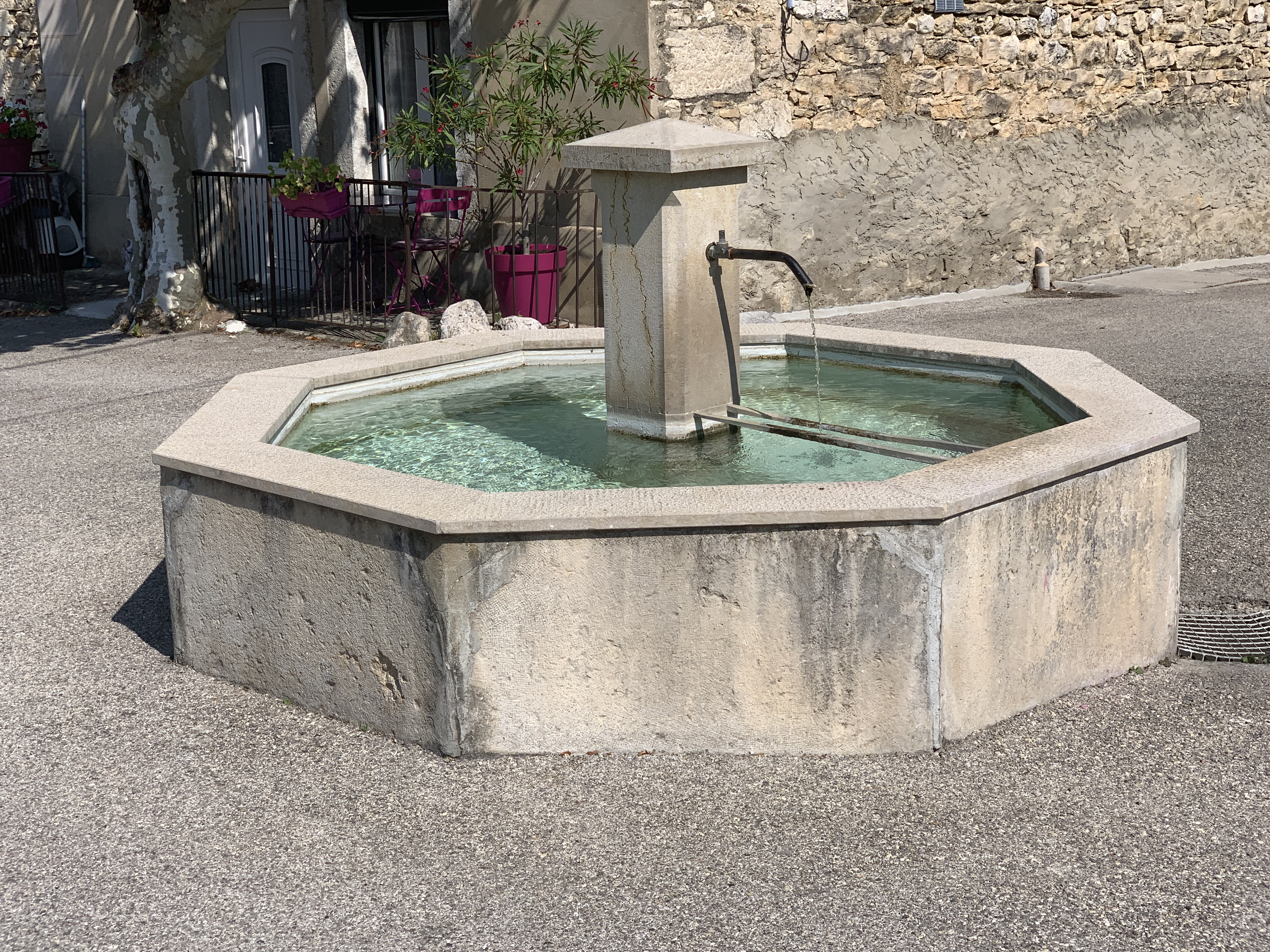
Brunnen
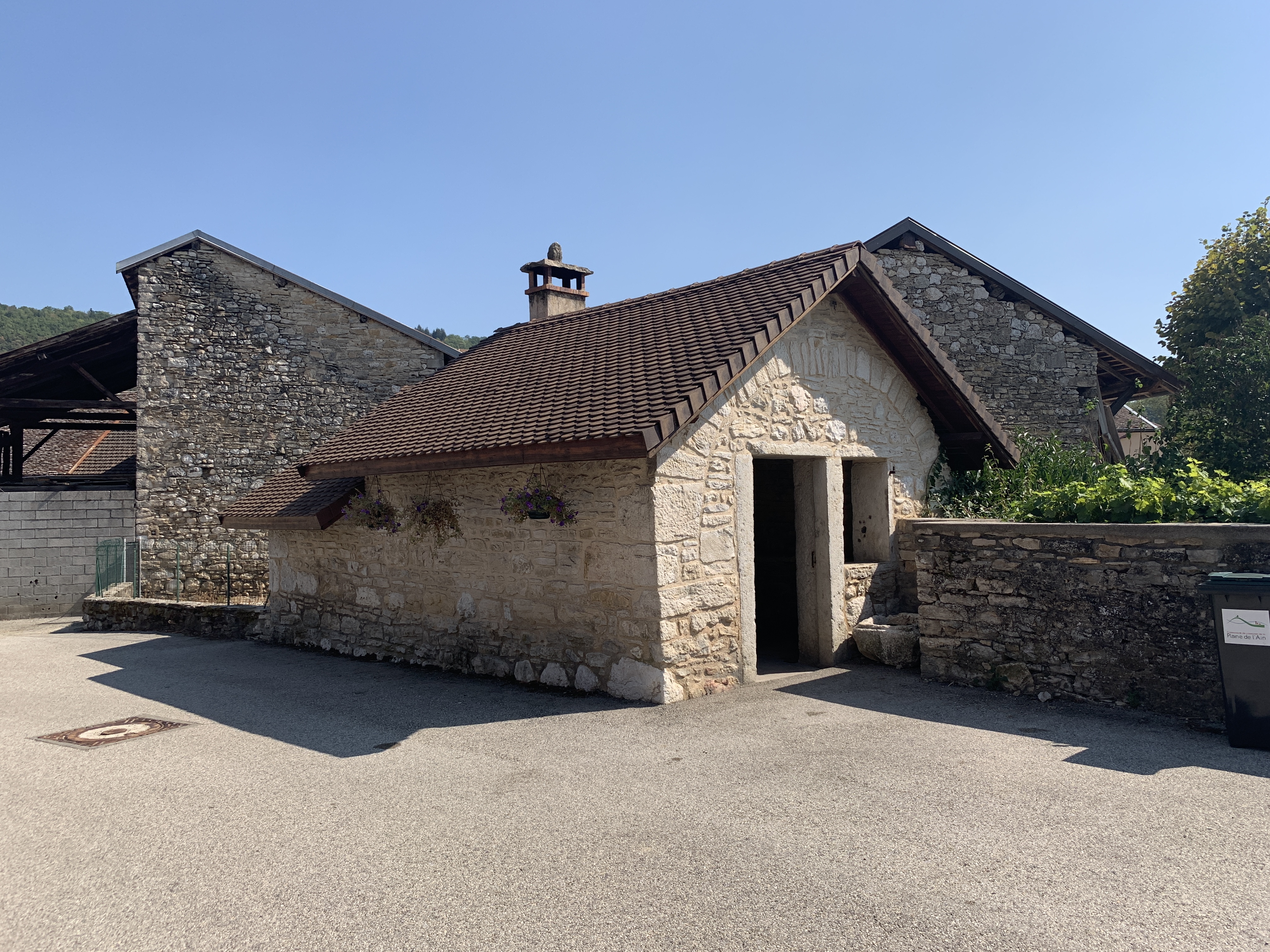
Öffentlicher Brotbackofen
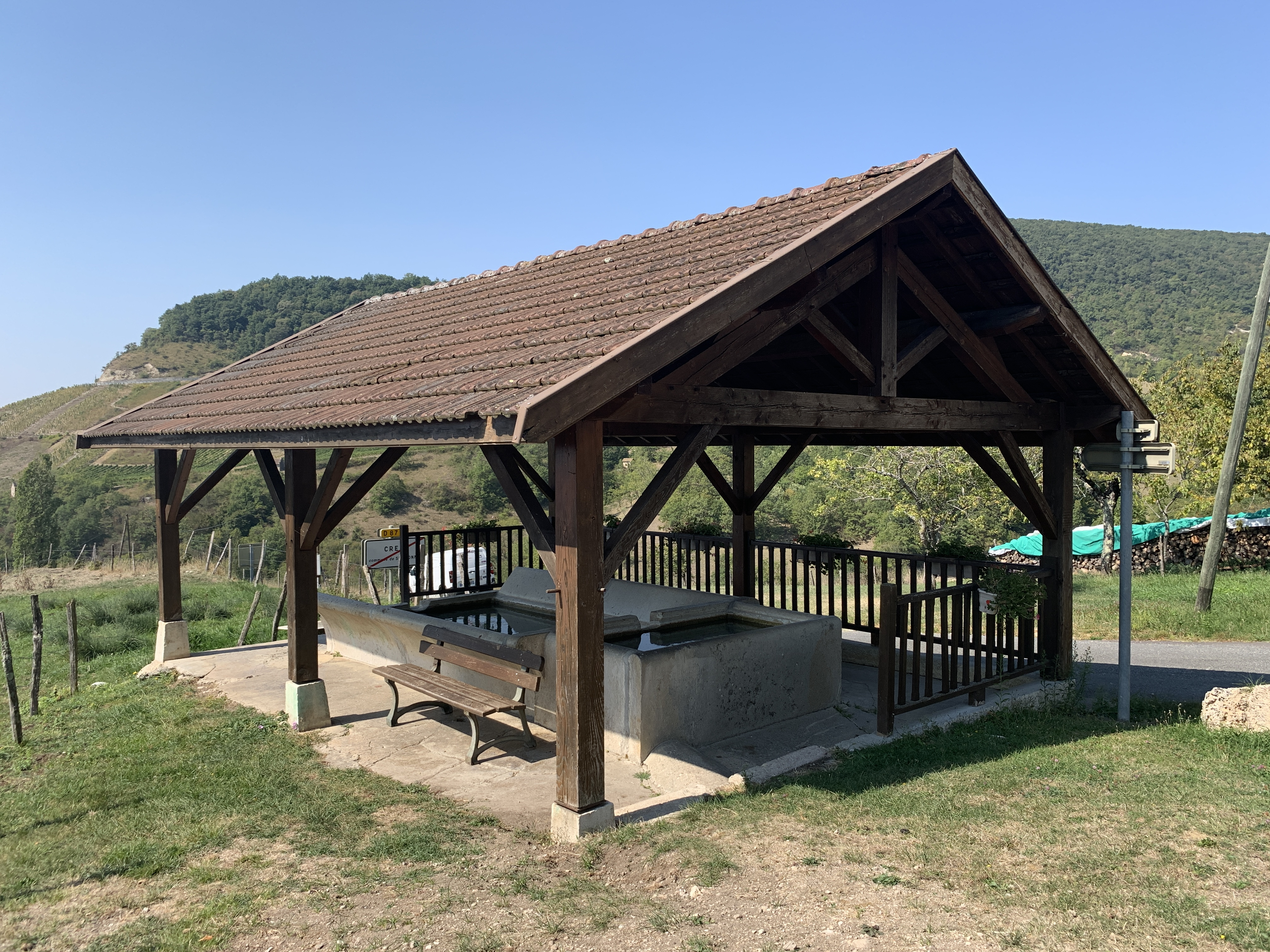
Lavoir im Ortsteil Crept
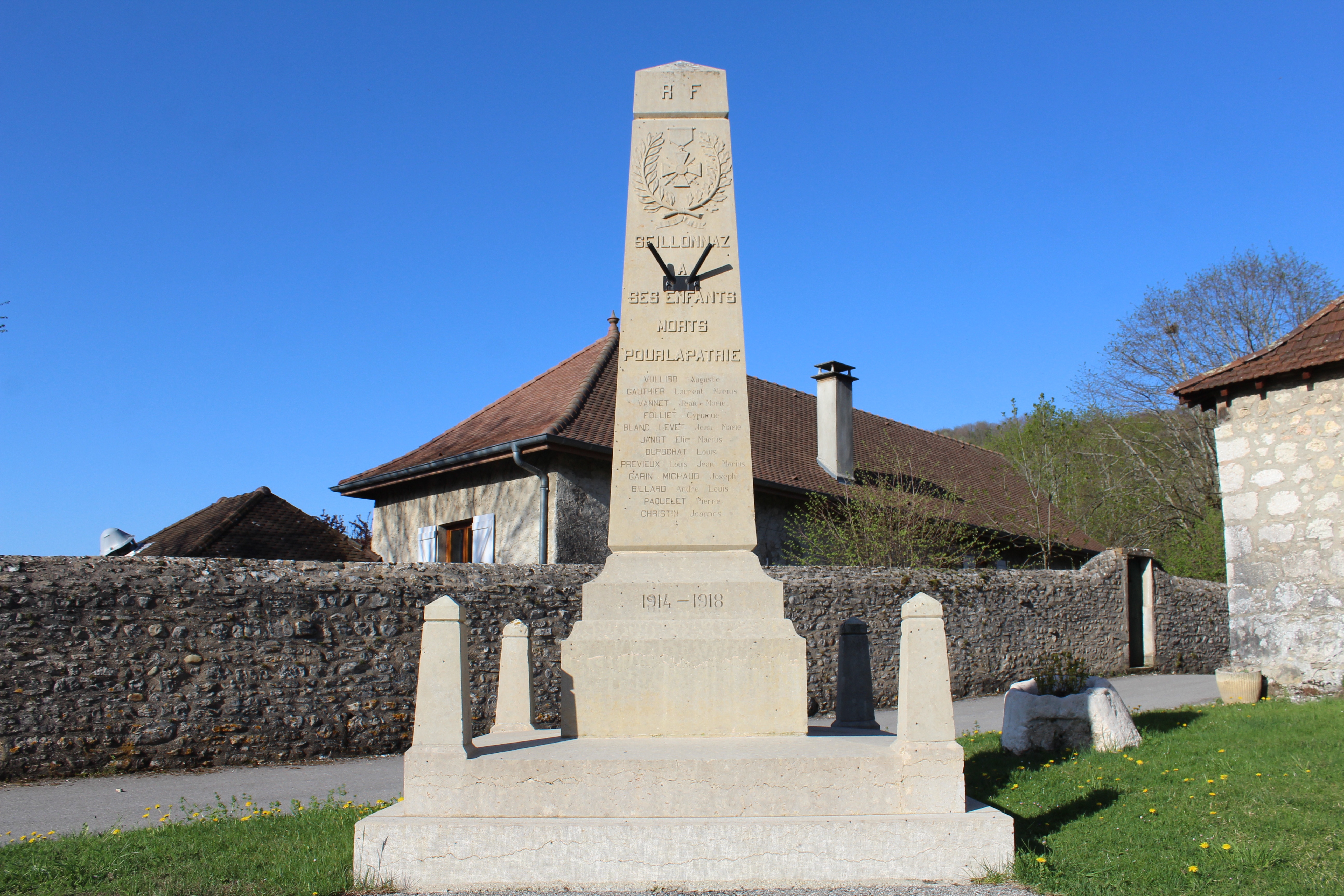
Gefallenendenkmal

## Weinbau
Rebflächen im Süden von Seillonnaz sind für das Prädikat Vin du Bugey zugelassen.